# Ludwig Ritter
Ludwig Ritter (* 3. Februar 1935 in Mömlingen, Landkreis Miltenberg; † 14. Februar 2021) war ein deutscher Politiker (CSU) und von 1970 bis 2003 Mitglied des Bayerischen Landtags.

## Lebenslauf
Nach dem Besuch der Handelsschule begann Ludwig Ritter 1951 mit einer Lehre zum Schneider und Kaufmann. 1955 folgte eine Weiterbildung in den Vereinigten Staaten, 1957 trat er in die elterliche Kleiderfabrik ein. Von 1984 bis 2000 war er stellvertretender Vorsitzender des Bayerischen Landes-Sportverbands.

## Politische Laufbahn
Im Jahr 1965 trat er in die CSU ein und wurde im gleichen Jahr in den Gemeinderat, im Jahr darauf in den Kreisrat gewählt. 1970 zog er in den Bayerischen Landtag ein, dem er bis 2003 angehörte. Von 1977 bis 2003 war er stellvertretender Vorsitzender des Ausschusses für Eingaben und Beschwerden (Petitionsausschuss) sowie Mitglied im CSU-Fraktionsvorstand im Landtag.

## Auszeichnungen
- Bayerischer Verdienstorden
- Bundesverdienstkreuz am Bande und 1. Klasse
- Bayerische Verfassungsmedaille in Gold